# 심층 웹

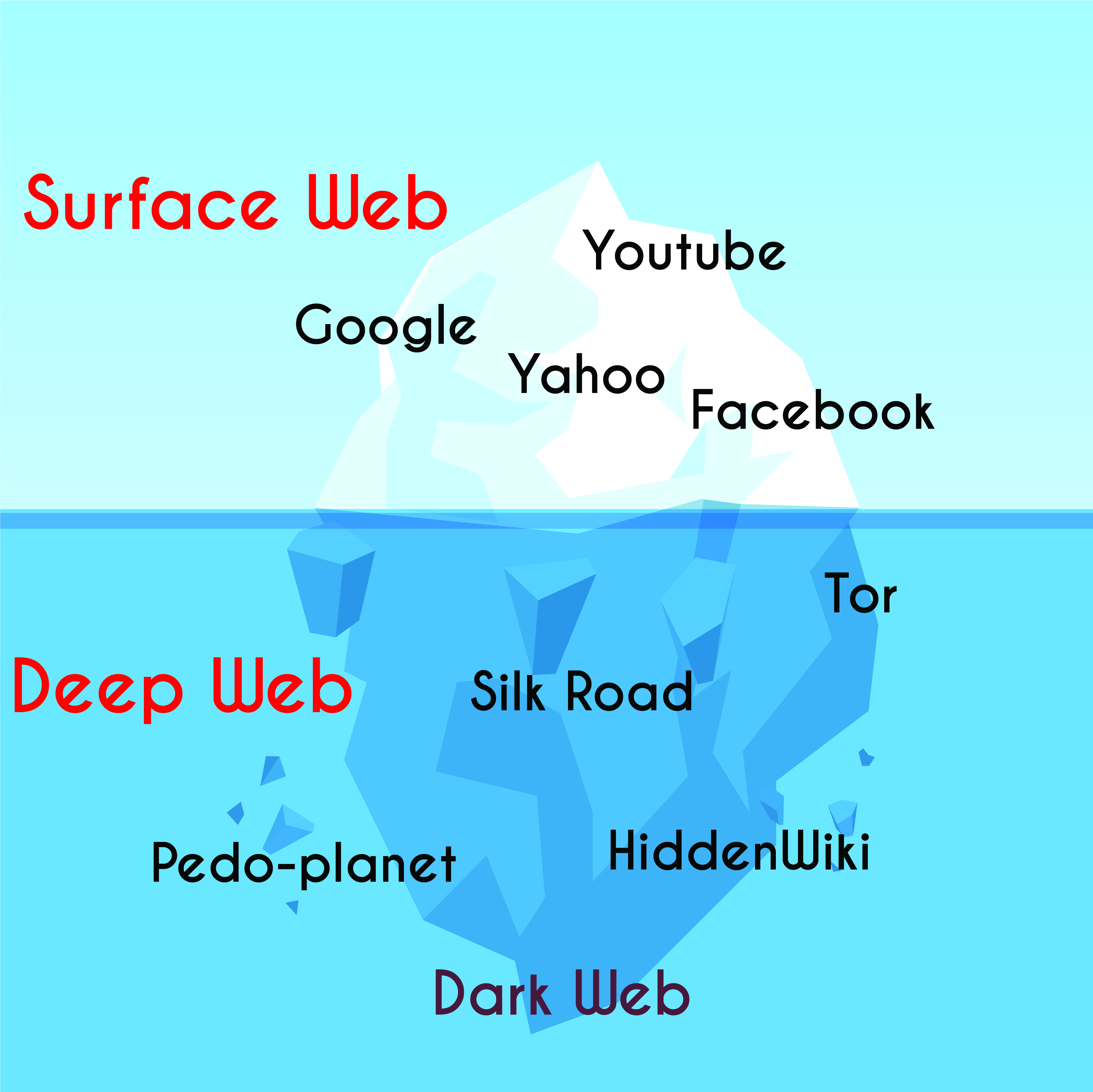

심층 웹(深層-) 또는 딥 웹(영어: deep web, invisible web, hidden web)은 일반적인 검색 엔진으로는 드러나지 않는, 표층 웹(surface web)에 속하지 않는 월드 와이드 웹 컨텐츠를 말한다. 줄여서 웹이라고도 부르는 월드 와이드 웹이 인터넷의 전부라고 생각하기 쉽지만 인터넷은 월드 와이드 웹, 전자 메일, 온라인 게임, 파일 공유(토렌트, eMule 등), 모바일 앱, 동영상 스트리밍, 웹캠, VoIP 등 다양한 서비스로 구성된다. 딥 웹(deep web)은 이름에 웹(web)이 들어가지만 사실 월드 와이드 웹이 아닌 서비스들도 포함한다. 웹이 아닌 서비스들도 포함하고 있기 때문에 딥 웹(deep web)이라는 명칭보다는 딥넷(deepnet)이라는 명칭이 더 정확한 명칭이기는 하다. 영어 위키피디아에서는 deepnet 문서를 deep web으로 넘겨준다.
접속에 허가가 필요하거나 특정 소프트웨어로만 접속할 수 있는 오버레이 네트워크(overlay network)는 다크넷(darknet)이라고 한다. 다크넷의 웹 컨텐츠만을 부르는 용어는 다크 웹(dark web)이다. 다크넷과 다크 웹은 딥 웹의 일부분이지만 딥 웹이라는 용어를 다크넷이나 다크 웹을 가리키기 위해 잘못 사용하는 경우가 많다. 다크넷(darknet)은 인터넷(internetwork에서 나온 이름)처럼 이름에 net(network의 줄임말)이 들어가지만 사실상 웹 서비스만 포함하는 Tor도 일반적으로 I2P, Freenet과 함께 다크넷에 포함시킨다. 딥 웹에는 다크넷(darknet)이 포함되며, 다크넷에는 다크 웹(dark web)이 포함된다.
2001년에 캘리포니아 대학교 버클리 캠퍼스에서 실시한 실험에 따르면, 심층 웹의 컨텐츠는 약 7,500 테라바이트 정도이다. 1999년에 Bin He 등이 실시한 보다 정밀한 추적에서는 약 8,900,000개의 딥 웹 사이트를 발견해냈고, 데니스 셰스타코프는 2006년에 14,000여개의 러시아 심층 웹 사이트를 발견했다.

## 같이 보기
- 다크넷
- 다크 웹
- 토어 (네트워크)
- I2P
- 프리넷
- 실크 로드 (웹사이트)
- 표층 웹